# Метростанция „Летище София“
Метростанция „Летище София“ е крайна станция на линия М4 на Софийското метро, въведена в експлоатация на 2 април 2015 г.

## Местоположение
Метростанция „Летище София“ е крайната станция от линия М4 на Софийското метро и обслужва пряко летището. Разположена е в непосредствена близост до Терминал 2. Станцията е разположена върху стоманобетонна мостова конструкция. Чрез позиционирането ѝ на нивото на терена до пътническия терминал, се осигурява пряк пешеходен достъп до него в най-близката възможна точка към „check in“ залата за заминаващи и има един вход/изход, изпълнен на същото ниво като тротоара пред летището.
| № | Име на вход/изход | Достъпност |
| - | ----------------- | ---------- |
| 1 | Терминал 2        | наземно    |

## Архитектурно оформление
Самата станция се извисява на 16 метра от терена. Повдигането е осъществено с помощта на масивни стоманобетонни фундаменти от кръгли пилоти с диаметър 1200 mm и дължина 16 m, обединени на групи със стоманобеонни греди. Общо под шестте фундамена са изпълнени 96 броя стоманобетонни пилоти. Връхната носеща конструкция се състои от надлъжни и напречни греди с обединяваща плоча, върху която е монтирана носещата стоманена сводова конструкция на покритието.
Станцията е висока 5 – 8 метра и дълга 143 метра. Оформена е с един вестибюл в северната ѝ част и централно разположен островен перон, дълъг 123 метра. Летището е високотехнологичен обект, при който всичко се случва във въздуха и това е заложено в концепцията на дизайна на станцията – въздух, светлина, простор, скорост и динамика. Стоманената обшивка на станцията е открита и хармонично се съчетава със странично разположените прозорци, от които струи по цял ден светлина. Цветя в огромни саксии създават усещането за живот и непрекъснато възраждане на природата. Над всеки зелен кът по тавана има оформено изкуствено небе.
Материалите в станцията са изцяло естествени. Цветен гранит в топли преливащи се нюанси оформя подовата настилка. Стените са оригинално съчетание от алуминий, желязо и стъкло. Таваните са оформени от композитните панели с цветни ивици – еталбонд. Под тях има архитектурни апликации тип „барисол“, а осветлението е енергоспестяващо. Пейките по оста са оформени с масивни гранитни основи и гръб от надлъжни стоманени тръби. От двете страни на кашпите с изкуствени цветя също има тръборешетъчни пейки с дъгообразни елементи / сегменти от тръби от неръждаема стомана.
Атракцията на станцията е внушителната фигура на древнотракийския певец Орфей, знакова фигура за българските земи. Бронзовата фигура на именития тракиец, живял в древността по българските земи, се извисява на 3,5 метра в центъра на входния вестибюл и тежи внушителните 1000 килограма. Дело е на изтъкнатия скулптор Крум Дамянов и за кратко време се превръща в предпочитано място за снимки на всички гости на столицата.
Проектът и дизайнът са дело на изтъкнатите български архитекти Радомир Серафимов и Ирен Дерлипанска.

## Връзка с Летище София
Станцията осигурява връзка с Терминал 2 на Летище София. След изграждането на предвидения нов Терминал 3 и закриването на Терминал 1, метростанцията ще осигурява достъп на всички пътници на Летището.

## Връзки с градския транспорт

### Автобусни линии
Метростанция „Летище София“ се обслужва от 1 автобусна линия от дневния градски транспорт и 1 специализирана автобусна линия:
- Автобусни линии от дневния транспорт: 84
- Специализирана автобусна линия между двата терминала на Летище София.